# Brănești (Dâmbovița, Rumunjska)
Brănești je općina u županiji Dâmbovița u Rumunjskoj. U općinu spadaju dva sela Brănești i Priboiu. 